# Adriano Fedri
Adriano Fedri (Atri, 1727 – Atri, 1797) è stato un organaro italiano.

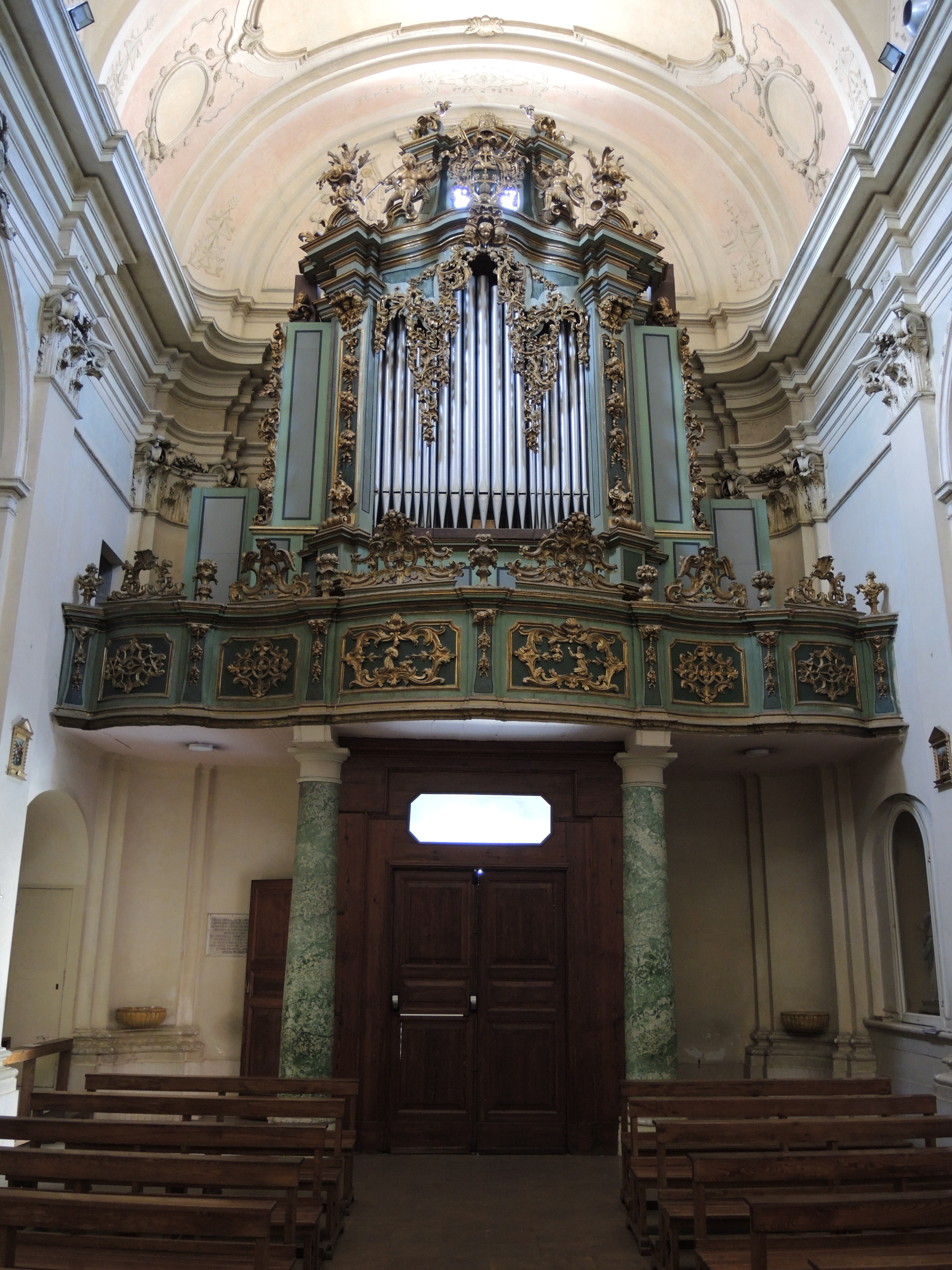
Organo della chiesa di San Francesco, Lanciano

È noto perché è annoverato tra i più abili, competenti e conosciuti esponenti di costruttori di organi della famiglia Fedeli-Fedri, originaria del piccolo borgo marchigiano di Rocchetta di Camerino, composta da valenti ed esperti rappresentanti dell'arte organaria. L'operosità dei vari rami della discendenza di questi artigiani fu lungamente attiva in varie regioni dell'Italia centrale, tra le quali: Abruzzo, Marche, Umbria, Lazio ed Emilia Romagna coprendo un arco temporale che va dalla fine del XVII secolo e si conclude all'inizio del XX.

## Biografia

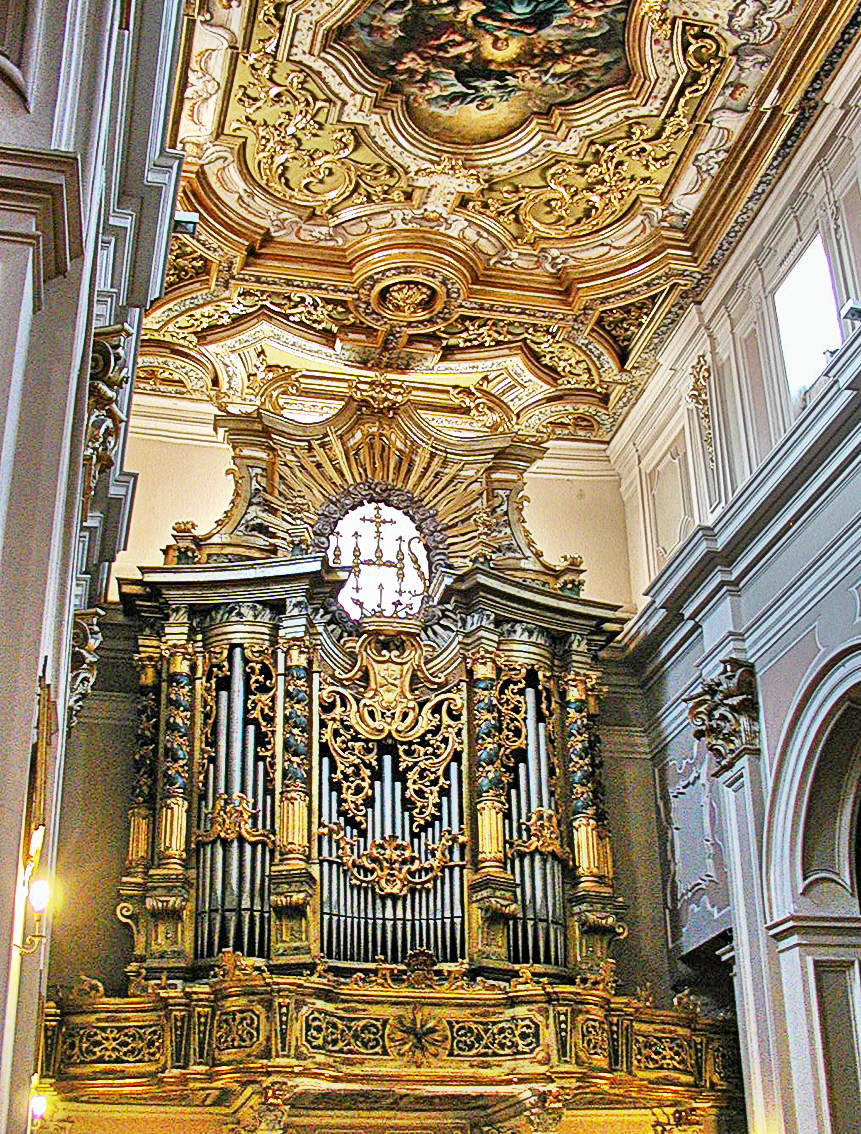
L'organo monumentale della basilica di San Bernardino a L'Aquila, di Fedri (1725)

Primogenito dei coniugi Feliciano Fedeli e Maria Nicoletti, nacque probabilmente nell'anno 1727, nella cittadina di Atri in provincia di Teramo dove si erano trasferiti i suoi genitori da Corgneto. Sin da piccolo affiancò il padre nella costruzione degli strumenti musicali e tra i suoi primi interventi si ricorda la collaborazione per la costruzione dell'organo, ancor oggi esistente, della chiesa di Santa Maria di Norcia nel 1743. Due anni dopo, il 29 marzo 1745 si unì in matrimonio con Bartolomea Fedeli, sua cugina, da cui ebbe due figli maschi: Emidio e Damaso. La sua vita trascorse in un gran girovagare: si spostò con la famiglia di città in città sulla base dei lavori da eseguire e praticò la sua attività dapprima a Rieti, poi ad Ascoli Piceno, a Civitella del Tronto ed infine ad Atri dal 1757, dove l'anno precedente, con la morte di Rodolfo Acquaviva, si era estinta la plurisecolare dinastia della famiglia ducale. Dopo la scomparsa della prima moglie sposò in seconde nozze, nel 1759, la reatina Maria Leoni che gli dette sei figlie femmine. Non mancarono tuttavia dissidi con i figli maschi di primo letto, Emidio e Damaso, che ad ogni modo rappresentarono la continuità nel tempo dell'arte organaria del padre.
Durante la sua vita mutò il suo cognome da Fedeli in Federi e poi in Fedri per ragioni imprecisabili, forse intimamente personali, perché non v'è traccia alcuna dei motivi che lo spinsero a questa variazione neppure nei carteggi ritrovati recentemente. Il suo nome seguito da questi diversi cognomi conferma ed identifica, nel corso del tempo, lo stesso artigiano.
Il cognome Federi compare nel 1752 quando firmò, ad Ascoli Piceno, alcuni organi costruiti per le chiese della città. Nel contempo si dedicò anche all'integrazione e al restauro dell'organo del XVI secolo della cattedrale di Sant'Emidio.
Ad oggi si ha notizia di quasi cinquanta organi costruiti da Adriano Fedri diffusi tra Abruzzo, Marche, Lazio ed Umbria.

## Opere

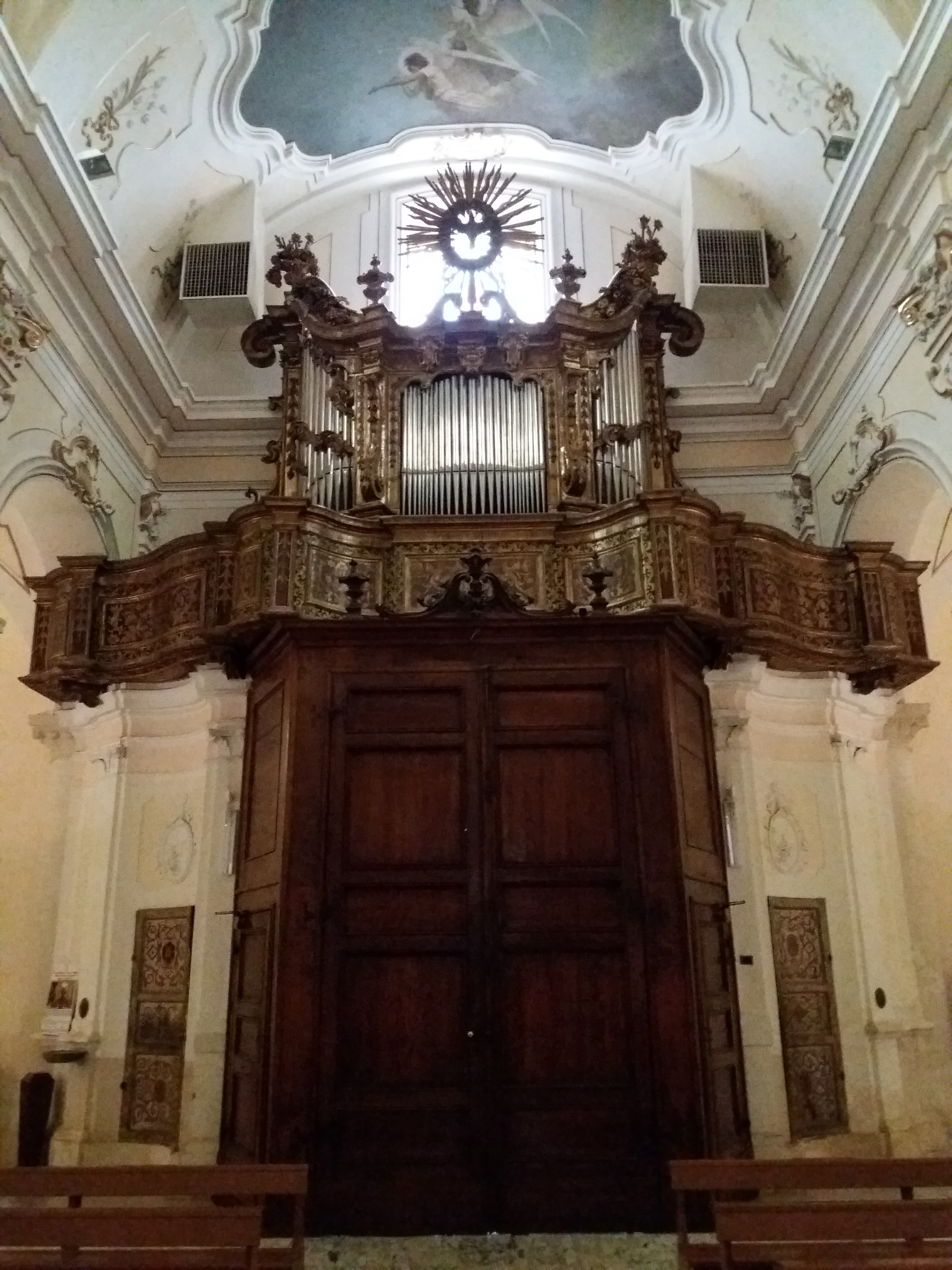
Organo della Cattedrale di Sulmona

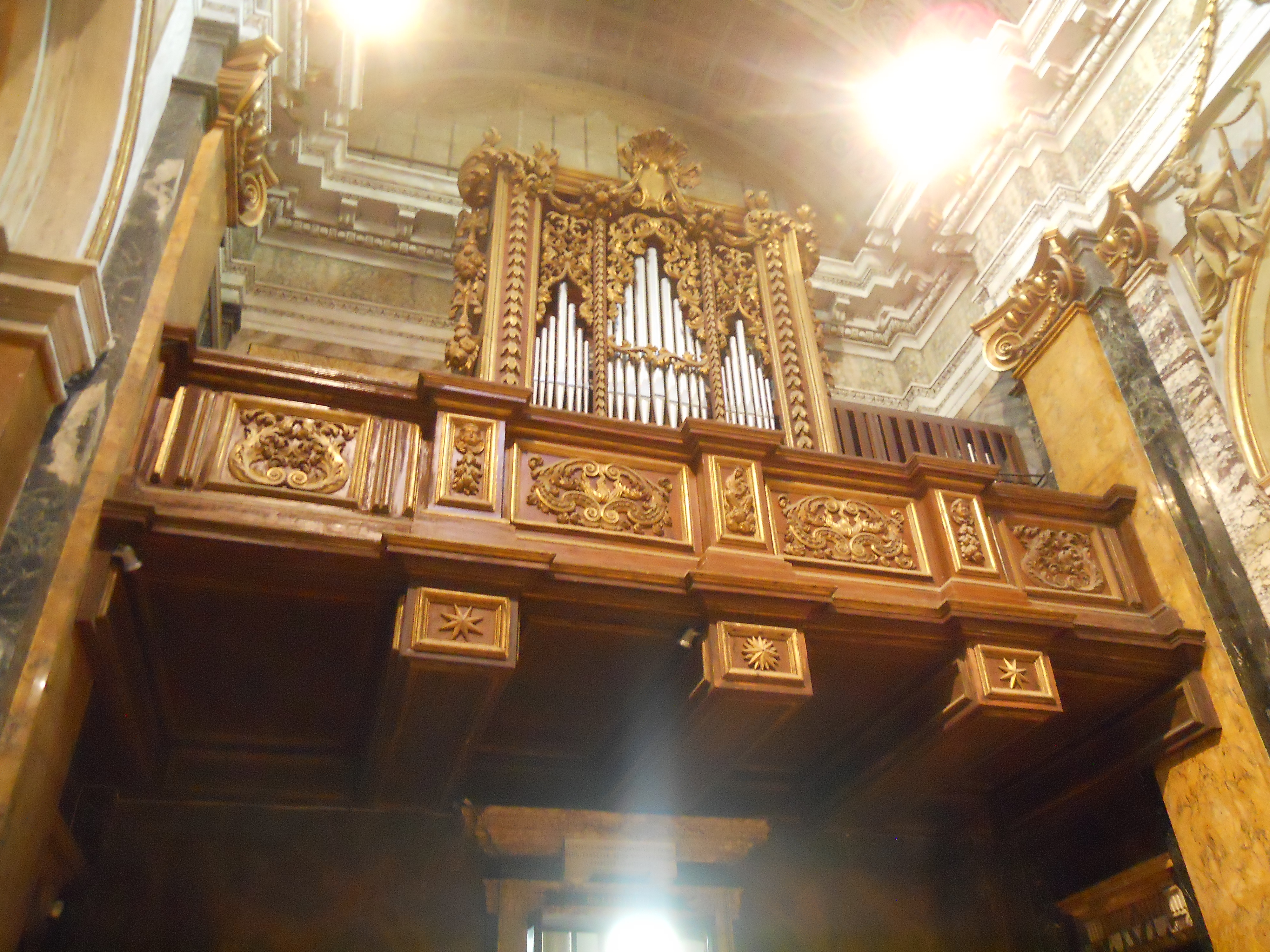
Organo della Cattedrale di Rieti

- Organo della chiesa madre di Fano Adriano (1756)
- Organo della Basilica di San Bernardino a L'Aquila, con Ferdinando Mosca, (1725)
- Organo della chiesa di San Rufo a Rieti, con Giovanni
- Organo della chiesa del Santissimo Rosario di Navelli (attribuito a Giovanni), 1782
- Organo della chiesa di San Francesco a Lanciano (1769), per altri è di Modesto Salvini di Orsogna
- Organo della chiesa del Purgatorio di Amatrice
- Organo della chiesa madre di Castelbasso frazione di Castellalto
- Organo della chiesa di Santa Chiara di Rieti (1748)
- Organo della chiesa di San Francesco di Atri
- Organo della chiesa di Sant'Agostino a Teramo (1767)
- Organo della Cattedrale di Atri, restaurato dal figlio Gaetano, oggi distrutto
- Organo della chiesa di San Michele di Contigliano (1748)
- Organo della Cattedrale di Rieti (1752), restaurato da Damaso Fedeli (1792)
- Organo della chiesa di San Felice patrono in Cantalice (1745)
- Organo della chiesa di San Vittorino a Ripa di Fagnano Alto (1785)
- Organo della chiesa di San Francesco a Palena (1785)
- Organo della chiesa madre di Moscufo (attribuito)
- Organo della chiesa di San Flaviano a Basciano (1760)
- Organo della chiesa madre di Morro d'Oro (1758)
- Organo della Chiesa di Sant'Angelo Magno di Ascoli Piceno (1754)
- Organo della Cattedrale di Norcia (1747)
- Organo della Basilica di San Benedetto di Norcia (1744), distrutto dal terremoto del 2016
- Organo della chiesa di Santa Chiara di Chieti (1778)
- Organo della chiesa di San Francesco a Loreto Aprutino (datato 1745, attribuito)
- Organo della Cattedrale di Sulmona, con Ferdinando Mosca (1751)